# Старлеђа (Сондрио)
Старлеђа је насеље у Италији у округу Сондрио, региону Ломбардија.
Према процени из 2011. у насељу је живело 7 становника. Насеље се налази на надморској висини од 1562 м.